# ベネディクトゥス13世 (ローマ教皇)
ベネディクトゥス13世（ラテン語: Benedictus XIII, イタリア語: Benedetto XIII, 1649年2月2日 - 1730年2月21日）は、第245代ローマ教皇（在位：1724年5月29日 - 1730年2月21日）である。本名はピエトロ・フランチェスコ・オルシーニ（Pietro Francesco Orsini）。

## 生涯と教皇選出
ローマの由緒ある貴族オルシーニ家の出身であり、同家から輩出された最後の教皇である。前教皇インノケンティウス13世の崩御後、1724年の教皇選挙でオルシーニが選出された。当初、彼は「13」という数字が不吉であると考えたか、あるいは過去の対立教皇と同名であることを避けたかったためか、ベネディクトゥス14世を名乗った。しかし、後に混乱を避ける目的から、ベネディクトゥス13世に改名している。

## 教皇としての業績と課題
ベネディクトゥス13世は、教皇庁と高位聖職者団の規律改善に尽力し、聖職者たちの奢侈的な生活を戒めた。しかしながら、富くじの廃止や、財務責任者に任命したニコロ・コスチア枢機卿が職権を濫用したことにより、教皇庁の財政は悪化した。